# Caledonian Motor Car & Cycle Company
Caledonian Motor Car & Cycle Company war ein britischer Hersteller von Automobilen.

## Unternehmensgeschichte
Das Unternehmen aus Aberdeen begann 1899 mit der Produktion von Automobilen. Der Markenname lautete Caledonian. 1906 endete die Produktion. Bis 1908 vertrieb das Unternehmen Fahrzeuge von Peugeot und der Standard Motor Company. Es gab keine Verbindung zur Automarke Caledonian aus dem Edinburgher Stadtteil Granton, unter der zwischen 1912 und 1914 Taxis vermarktet wurden.

## Fahrzeuge
Einerseits stellte das Unternehmen Kleinwagen her. Einbaumotoren von De Dion-Bouton trieben die Fahrzeuge an. Daneben entstanden größere Fahrzeuge mit Motoren der Daimler Motor Company.